# ノシャド・アラミヤン
ノシャド・アラミヤン（Noshad Alamian、1991年11月21日 - ）はイランの卓球選手。
弟のニマも卓球選手。
マーザンダラーン州バーボル生まれ。

## 経歴
世界ランキング最高は2012年12月の40位。2008年の世界ジュニア選手権で、優勝候補の一人と目されていた松平健太を倒し、その名が知られるようになった。2012年のアジアカップでは中国の王励勤を破り4位となっている。2018年アジア競技大会男子シングルス3位。

## 主な戦績
2012年
- アジアカップ 男子シングルス 4位
- ITTFワールドツアー・ポーランドオープン 男子シングルス ベスト8

2018年
- アジア競技大会 男子シングルス 3位

2020年
- ITTFチャレンジ・スペインオープン 男子ダブルス 優勝（ニマ・アラミヤンペア）